# Kébili Nord
La delegació o mutamadiyya de Kébili Nord (معتمدية قبلي الشمالية muʿtamadiyyat Qabilī ax-Xamāliyya) és una delegació o mutamadiyya de Tunísia a la governació de Kébili, formada per la meitat nord de la ciutat de Kébili i per les viles situades al nord-oest d'aquesta, de les quals la principal és El Baïaz. Té una població de 30.480 habitants segons el cens del 2004.

## Administració
La delegació o mutamadiyya, amb codi geogràfic 63 52 (ISO 3166-2:TN-12), està dividida en deu sectors o imades:
- Kébili Nord (63 52 51)
- El Mansoura (63 52 52)
- Errabta (63 52 53)
- Tonbar (63 52 54)
- Limagues Estiffimia (63 52 55)
- Telmine (63 52 56)
- Tenbib (63 52 57)
- Saïdane (63 52 58)
- El Gattaya (63 52 59)
- Kébili Est (63 52 60)

Al mateix temps, forma part de la municipalitat o baladiyya de Kébili (63 11).